# Нейт Диас
Нейтън Доналд Диас (на английски: Nathan Donald Diaz, известен повече като Нейт Диас, е американски професионален майстор на смесени бойни изкуства, играещ в момента в Ultimate Fighting Championship (UFC).
Преди да подпише с UFC, Диас се състезава в World Extreme Cagefighting, Strikeforce и Pancrase. Той е в UFC, откакто печели The Ultimate Fighter 5. Диас е изравнен с Джо Лаузон за 3-то място по най-много бонус награди в UFC, с общо 15.
Нейт Диас е по-малкият брат на бившия шампион на Strikeforce, WEC и IFC в полутежка категория Ник Диас. Братята Диас са най-влиятелните в историята на ММА спорта.